# Belinda (álbum)
Belinda é o álbum de estreia da atriz e cantora mexicana Belinda, lançado em 5 de agosto de 2003 pela Sony BMG e RCA. O álbum foi certificado platina e ouro no México e já vendeu mais de 5 milhões de cópias no mundo. O álbum teve um sucesso comercial muito grande, alcançando a primeira posição nos charts mexicanos, e tendo três singles em 1# e todos os seus seis singles no Top 20 de singles do México.

## Informação
Seu álbum homónimo Belinda foi lançado no México pela gravadora Sony BMG e internacionalmente por RCA Records em 5 de agosto de 2003, atingindo o topo em vários países, incluindo o México. O álbum foi produzido por Maurice Stern, Graeme Pleeth e Rudy Pérez. A canção Vivir foi escolhida como tema principal da novela mexicana Corazones al límite. Belinda em paceria com Maurice Stern escreveu 11 das 13 faixas do disco, que tem 12 canções em espanhol e 1 em inglês (escrita somente por Belinda).

## Relançamentos
O álbum teve multiplos relançamentos em 2004, que incluíram remixes, versões acústicas e bonus tracks, assim como os videos de "Lo Siento" e "Boba Niña Nice". Para promover o disco, Belinda iniciou uma turnê na América Latina, denominada Tour Fiezta en La Azotea, com grande aceitação, e apresentou-se no Auditório Nacional do México, quebrando recordes de público. Mais tarde foi lançado um DVD desse show, Fiesta en La Azotea: En Vivo Desde El Auditorio Nacional.

## Faixas
| Edição padrão  |                                                   |                                                                             |                                          |         |  |
| N.º            | Título                                            | Compositor(es)                                                              | Produtor(es)                             | Duração |  |
| 1.             | "Lo Siento" (I'm Sorry)                           | Belinda, Lucy Abbot, Sara Eker, Cheryl Parker, Twin, Mauri Stern            | Mauri Stern                              | 3:30    |  |
| 2.             | "Ángel" (Any Better)                              | Belinda, Graeme Pleeth, Shellie Poole, Mauri Stern                          | Graeme Pleeth, Mauri Stern               | 3:42    |  |
| 3.             | "Boba Niña Nice" (Teenage Superstar)              | Belinda, Daniel Gibson, Jörgen Ringqvist, Mauri Stern                       | Mauri Stern                              | 3:02    |  |
| 4.             | "Vivir" (Any Better)                              | Belinda, Grizzly, Mack, Tommy Tysper, Mauri Stern                           | Mauri Stern                              | 3:04    |  |
| 5.             | "Princesa"                                        | Adrián Posse, Rudy Pérez, C. Salazar                                        | Rudy Pérez                               | 3:46    |  |
| 6.             | "Niña de Ayer" (Everyday Girl)                    | Belinda, Fredrik Björk, Per Eklund, Mauri Stern                             | Mauri Stern                              | 3:26    |  |
| 7.             | "No Entiendo" (I Don't Understand You)            | Belinda, Daniel Gibson, Mauri Stern                                         | Mauri Stern                              | 4:04    |  |
| 8.             | "Be Free"                                         | Belinda                                                                     | Mauri Stern                              | 3:35    |  |
| 9.             | "¿Dónde Iré Yo?" (Disposition)                    | Belinda, Robert Habolin, Mats Jansson, Mack, Mauri Stern, Pichardo González | Mauri Stern                              | 3:33    |  |
| 10.            | "Voy A Conquistarte" (I'm Gonna Make You Love Me) | Belinda, Fredrik Hutt, Asa Larisson, Peter Landin, Kent Larssen, Stern      | Mauri Stern                              | 3:23    |  |
| 11.            | "Lo Puedo Lograr" (Someday)                       | Belinda, Niklas Hilborn, Thomas Jansson, Mauri Stern                        | Mauri Stern                              | 2:59    |  |
| 12.            | "Sin Dolor" (Turn The Page)                       | Belinda, Andreas Carlsson, Alban Herlitz, Negin Djafari, Mauri Stern        | Mauri Stern, Graeme Pleeth, Robin Barter | 3:51    |  |
| 13.            | "Fuerte"                                          | Adrián Posse, Rudy Pérez                                                    | Rudy Pérez                               | 3:17    |  |
| Duração total: | Duração total:                                    | Duração total:                                                              | Duração total:                           | 47:34   |  |

| Belinda (Repackage) |                                    |                                     |              |         |  |
| N.º                 | Título                             | Compositor(es)                      | Produtor(es) | Duração |  |
| 14.                 | "No Entiendo" (feat. Andy & Lucas) | Belinda, Daniel Gibson, Mauri Stern | Mauri Stern  | 4:05    |  |

| Belinda (Enhanced) |                                    |         |  |
| N.º                | Título                             | Duração |  |
| 14.                | "Lo Siento" (Remix Main Version)   | 5:15    |  |
| 15.                | "Boba Niña Nice" (Niño Powser Mix) | 5:20    |  |
| 16.                | "Lo Siento" (music video)          | 3:30    |  |
| 17.                | "Boba Niña Nice" (music video)     | 3:02    |  |

| Belinda: Edição Especial |                                    |         |  |
| N.º                      | Título                             | Duração |  |
| 14.                      | "Ángel" (Acoustic Version)         | 3:41    |  |
| 15.                      | "Vivir" (Acoustic Version)         | 3:14    |  |
| 16.                      | "Lo Siento" (Remix Main Version)   | 5:15    |  |
| 17.                      | "Boba Niña Nice" (Niño Powser Mix) | 5:20    |  |
| 18.                      | "Ángel" (Extended Remix)           | 6:26    |  |

| DVD |                              |         |  |
| N.º | Título                       | Duração |  |
| 1.  | "Lo Siento"                  |         |  |
| 2.  | "Boba Ninã Nice"             |         |  |
| 3.  | "Ángel"                      |         |  |
| 4.  | "Detrás de Cámaras "Ángel""  |         |  |
| 5.  | "Detrás de Cámaras "Azotea"" |         |  |

## Relançamentos
Belinda teve três relançamentos, depois de sua Edição Padrão ter sido lançada. Eles são:

### Belinda (Repackage)
Foi o primeiro relançamento do álbum, lançado em 2004, apenas na Espanha, e contém as mesmas canções da Edição Padrão, com apenas uma faixa extra, No Entiendo, com a participação da dupla Andy & Lucas

### Belinda (Enhanced)
Segundo relançamento do álbum, lançado em 6 de abril de 2004, e contém as mesmas canções da Edição padrão, mas o remix de Lo Siento e Boba Niña Nice, e o clipe musical das mesmas canções.

### Belinda: Edición Especial
Terceiro relançamento do álbum, lançado também em 2004, a Edição Especial continha as treza canções originais da padrão, mais a versão acústica de Vivir e Ángel e os remixes de Boba Niña Nice, Lo Siento e Ángel. Essa versão também inclui um DVD com alguns clipes, e Por Trás das Camêras.

## Singles
- "Lo Siento" foi o primeiro single do álbum, lançado em maio de 2003, alcançou a primeira posição nas rádios mexicanas. Adaptação de "I'm Sorry" de Mika Newton.
- "Boba Niña Nice" foi o segundo single, lançado em dezembro de 2003. Adaptação de "Teenage Superstar" de Kim-Lian.
- "Ángel" foi lançado como terceiro single, alcançando a posição número 1 no México e ficando no top 5 em diversos países como Venezuela, Argentina, Chile, Uruguay, Peru, Ecuador e Colombia, esse foi o single com mais êxito do álbum.
- "Vivir" quarto single, sendo ainda o tema principal da novela mexicana Corazones al límite.
- "No Entiendo" quinto single, lançado em parceria com a dupla espanhola Andy & Lucas, para a promoção do álbum na Espanha. Adaptação da música "I Don't Understand You" do grupo K-Otic.
- "Be Free" foi o sexto single, única canção em inglês do álbum, composta completamente por Belinda.
- "¿Dónde Iré Yo?" foi o sétimo e último single do álbum, sendo esse o único que não ganhou videoclipe, fazendo dele o single com pior divulgação e repercussão nas rádios mexicanas.

## Prêmios e nomeações
O álbum fez com que Belinda recebesse uma grande quantidade de prêmios e nomeações, entre eles os que mais se destacam são Billboard Latino como Melhor Disco Pop Feminino e o Prémio MTV como Artista Revelação - México.
Prémios
- Prémios Tu Música (Porto Rico) 2003 - Melhor Artista Juvenil
- Prémios Oye 2004 - Melhor Cantora Solo Feminina
- MTV: VMALA 2004 - Artista Revelação - México

## Desempenho
| Parada (2003 - 2005)                        | Posição |
| ------------------------------------------- | ------- |
| México - México Top 100 Álbuns              | 1       |
| Estados Unidos - Billboard Latin Pop Albums | 6       |
| Estados Unidos - Billboard Top Latin Albums | 28      |
| Venezuela - Venezuela Top 40                | 37      |
| Argentina - Argentina Top 20                | 3       |
| México - México Top 100 Álbum 2005          | 52      |
| Parada (2010)                               | Posição |
| Venezuela - Venezuela Top 40                | 12      |

| Região          | Certificação |
| --------------- | ------------ |
| México          | 2× Platina   |
| Argentina       | Ouro         |
| América central | Platina      |
| Estados Unidos  | Platina      |